# Pictures at Eleven
A Pictures at Eleven Robert Plant, a Led Zeppelin legendás énekesének első szólóalbuma, amely 1982. június 28-án jelent meg a Zeppelin saját kiadója a Swan Song gondozásában. Az albumon a Genesis dobosa Phil Collins nyolc számban dobol. Collins részt vett az album megjelenését követő turnén is.
A Pictures at Eleven az egyetlen Plant szólóalbum, amelyet a Led Zeppelin Swan song kiadója jelentetett meg. Plant második szóló lemeze megjelenésekor a Swan Song már nem adott ki új anyagot, csak a korábbi Zeppelin albumok gondozásával foglalkozott, Plant pedig megalapította saját kiadóját az Es Paranza-t, amely az Atlantic Records-hoz tartozik.
A Rhino Entertainment jelentette meg az újrakevert és kettő bónusz számmal bővített kiadását 2007. március 20-án. Az album szerepel a Nine Lives díszdobozos kiadáson is. Sok rajongó és kritikus szerint is ez Plant legjobb szólóalbuma.

## Számok listája
1. Burning Down One Side – 3:55
2. Moonlight in Samosa – 3:58
3. Pledge Pin – 4:01
4. Slow Dancer – 7:43
5. Worse Than Detroit – 5:55
6. Fat Lip – 5:05
7. Like I've Never Been Gone – 5:56
8. Mystery Title – 5:16

2007-ben újrakevert kiadás
1. Far Post – 4:42
2. Like I've Never Been Gone (live) – 7:31

Az összes dalt Plant és Blunt írta, kivéve a Burning Down One Side, a Fat Lip, és a Far Post c. számokat, melyeket Plant, Blunt és Woodroffe szerzett.

## Közreműködők
- Robert Plant – ének
- Robbie Blunt – gitár
- Paul Martinez – basszusgitár
- Jezz Woodroffe – billentyűs hangszerek
- Phil Collins – dob az 1-3, 5-6, 8. számokban és az összes 2007-ben kiadott bónusz számban.
- Cozy Powell- dob a 4. és 7. számban
- John David – ének
- Ray Martinez – ének
- Bob Mayo – gitár, billentyűs hangszerek, ének a 9. 10. és 11. számokban.

## Helyezések
Album – Billboard (Észak Amerika)
| Év   | Lista                 | Helyezés |
| ---- | --------------------- | -------- |
| 1983 | Pop Albums            | 8        |
| 1983 | The Billboard Top 200 | 13       |

Kislemez – Billboard (Észak Amerika)
| Év   | Kislemez             | Lista                 | Helyezés |
| ---- | -------------------- | --------------------- | -------- |
| 1983 | Big Log              | Mainstream Rock       | 6        |
| 1983 | Big Log              | Pop Singles           | 20       |
| 1983 | Big Log              | The Billboard Hot 100 | 50       |
| 1983 | Horizontal Departure | Mainstream Rock       | 44       |
| 1983 | In the Mood          | Mainstream Rock       | 4        |
| 1983 | In the Mood          | The Billboard Hot 100 | 39       |
| 1983 | Other Arms           | Mainstream Rock       | 1        |

## Külső hivatkozások
- Robert Plant hivatalos honlapja